# سایاکا ایسویاما
سایاکا ایسویاما (انگلیسی: Sayaka Isoyama؛ زادهٔ ۲۳ اکتبر ۱۹۸۳) مدل (شخص)، شخصیت‌های تلویزیونی در ژاپن، گزارشگر، آیدل ژاپنی، بازیگر، و نویسنده اهل ژاپن است.